# Temporada da Indy Lights de 2019
A Temporada da Indy Lights de 2019 foi a trigésima-terceira da história da categoria e a décima-sétima sancionada pela IndyCar. Teve como campeão Oliver Askew, da Andretti Autosport.
Foram realizadas 18 provas (9 rodadas duplas) entre os dias 9 de março (ruas de St. Petersburg, na Flórida) e 22 de setembro, em Laguna Seca.

## Equipes e pilotos
| Equipe                                          | No. | Pilotos               | Corridas |
| ----------------------------------------------- | --- | --------------------- | -------- |
| Andretti Autosport                              | 18  | Jarett Andretti       | 7        |
| Andretti Autosport                              | 27  | Robert Megennis       | Todas    |
| Andretti Autosport                              | 28  | Oliver Askew          | Todas    |
| Andretti Autosport                              | 48  | Ryan Norman           | Todas    |
| Belardi Auto Racing                             | 4   | Julien Falchero       | 1–4      |
| Belardi Auto Racing                             | 4   | Aaron Telitz          | 7–13     |
| Belardi Auto Racing                             | 5   | Lucas Kohl            | Todas    |
| Belardi Auto Racing                             | 13  | Zachary Claman DeMelo | 1–6      |
| Belardi Auto Racing with Jonathan Byrd's Racing | 17  | Chris Windom          | 7        |
| BN Racing Team Pelfrey HMD Motorsports          | 2   | Toby Sowery           | Todas    |
| BN Racing HMD Motorsports                       | 78  | David Malukas         | Todas    |
| Juncos Racing                                   | 21  | Rinus VeeKay          | Todas    |
| Juncos Racing                                   | 67  | Dalton Kellett        | Todas    |

## Resultados
| Etapa | Corrida          | Pole position   | Volta mais rápida | Líder por mais voltas | Vencedor        | Vencedor                     |
| Etapa | Corrida          | Pole position   | Volta mais rápida | Líder por mais voltas | Piloto          | Equipe                       |
| ----- | ---------------- | --------------- | ----------------- | --------------------- | --------------- | ---------------------------- |
| 1     | St. Petersburg 1 | Zachary Claman  | Zachary Claman    | Zachary Claman        | Zachary Claman  | Belardi Auto Racing          |
| 2     | St. Petersburg 2 | Oliver Askew    | Robert Megennis   | Rinus VeeKay          | Rinus VeeKay    | Juncos Racing                |
| 3     | Austin 1         | Oliver Askew    | Oliver Askew      | Oliver Askew          | Oliver Askew    | Andretti Autosport           |
| 4     | Austin 2         | Oliver Askew    | Robert Megennis   | Oliver Askew          | Oliver Askew    | Andretti Autosport           |
| 5     | Indy Lights GP 1 | Robert Megennis | Oliver Askew      | Robert Megennis       | Robert Megennis | Andretti Autosport           |
| 6     | Indy Lights GP 1 | Rinus VeeKay    | Rinus VeeKay      | Rinus VeeKay          | Rinus VeeKay    | Juncos Racing                |
| 7     | Freedom 100      | Robert Megennis | Jarett Andretti   | Ryan Norman           | Oliver Askew    | Andretti Autosport           |
| 8     | Road America 1   | Rinus VeeKay    | Rinus VeeKay      | Ryan Norman           | Ryan Norman     | Andretti Autosport           |
| 9     | Road America 2   | Rinus VeeKay    | Rinus VeeKay      | Rinus VeeKay          | Rinus VeeKay    | Juncos Racing                |
| 10    | Toronto 1        | Aaron Telitz    | Aaron Telitz      | Aaron Telitz          | Aaron Telitz    | Belardi Auto Racing          |
| 11    | Toronto 2        | Oliver Askew    | Aaron Telitz      | Aaron Telitz          | Oliver Askew    | Andretti Autosport           |
| 12    | Mid-Ohio 1       | Oliver Askew    | Oliver Askew      | Oliver Askew          | Oliver Askew    | Andretti Autosport           |
| 13    | Mid-Ohio 2       | Oliver Askew    | Oliver Askew      | Oliver Askew          | Oliver Askew    | Andretti Autosport           |
| 14    | Gateway          | Oliver Askew    | Oliver Askew      | Rinus VeeKay          | Oliver Askew    | Andretti Autosport           |
| 15    | Portland 1       | Rinus VeeKay    | Toby Sowery       | Rinus VeeKay          | Rinus VeeKay    | Juncos Racing                |
| 16    | Portland 2       | Rinus VeeKay    | Rinus VeeKay      | Toby Sowery           | Toby Sowery     | HMD Motorsports/Team Pelfrey |
| 17    | Laguna Seca 1    | Rinus VeeKay    | Rinus VeeKay      | Rinus VeeKay          | Rinus VeeKay    | Juncos Racing                |
| 18    | Laguna Seca 2    | Rinus VeeKay    | Rinus VeeKay      | Rinus VeeKay          | Rinus VeeKay    | Juncos Racing                |

## Classificação
Sistema de pontuação
| Posição | 1º | 2º | 3º | 4º | 5º | 6º | 7º | 8º | 9º | 10º | 11º | 12º | 13º | 14º | 15º | 16º | 17º | 18º | 19º | 20º |
| Pontos  | 30 | 25 | 22 | 19 | 17 | 15 | 14 | 13 | 12 | 11  | 10  | 9   | 8   | 7   | 6   | 5   | 4   | 3   | 2   | 1   |

- O piloto que larga na pole-position ganha um ponto extra.
- O piloto que liderar o maior número de voltas também recebe um ponto de bonificação.
- O piloto que marcar a volta mais rápida da prova também ganha um ponto extra.

| Pos. | Piloto          | STP | STP | AUS | AUS | IMS | IMS | INDY | ROA | ROA | TOR | TOR | MOH | MOH | GMP | POR | POR | LAG | LAG | Pontos |
| ---- | --------------- | --- | --- | --- | --- | --- | --- | ---- | --- | --- | --- | --- | --- | --- | --- | --- | --- | --- | --- | ------ |
| 1    | Oliver Askew    | 3   | 10  | 1*  | 1*  | 2   | 3   | 1    | 5   | 3   | 2   | 1   | 1*  | 1*  | 1   | 2   | 3   | 4   | 2   | 486    |
| 2    | Rinus VeeKay    | 5   | 1*  | 2   | 4   | 3   | 1*  | 3    | 7   | 1*  | 3   | 9   | 3   | 3   | 2*  | 1*  | 2   | 1*  | 1*  | 465    |
| 3    | Toby Sowery     | 2   | 3   | 5   | 6   | 7   | 5   | 4    | 4   | 8   | 5   | 2   | 9   | 2   | 8   | 4   | 1*  | 2   | 3   | 367    |
| 4    | Ryan Norman     | 7   | 6   | 6   | 8   | 4   | 8   | 2*   | 1*  | 2   | 4   | 4   | 2   | 4   | 4   | 7   | 4   | 7   | 5   | 359    |
| 5    | Robert Megennis | 6   | 9   | 3   | 2   | 1*  | 4   | 8    | 2   | 6   | 6   | 5   | 4   | 9   | 5   | 3   | 5   | 3   | 4   | 355    |
| 6    | David Malukas   | 4   | 4   | 10  | 3   | 6   | 6   | 11   | 6   | 4   | 9   | 8   | 5   | 5   | 3   | 6   | 8   | 5   | 7   | 301    |
| 7    | Dalton Kellett  | 10  | 8   | 9   | 9   | 8   | 7   | 5    | 8   | 7   | 8   | 3   | 7   | 8   | 6   | 5   | 6   | 6   | 6   | 275    |
| 8    | Lucas Kohl      | 9   | 7   | 8   | 7   | 9   | 9   | 7    | 9   | 9   | 7   | 7   | 6   | 7   | 7   | 8   | 7   | 8   | 8   | 253    |
| 9    | Aaron Telitz    |     |     |     |     |     |     | 9    | 3   | 5   | 1*  | 6*  | 8   | 6   |     |     |     |     |     | 133    |
| 10   | Zachary Claman  | 1*  | 2   | 7   | 10  | 5   | 2   |      |     |     |     |     |     |     |     |     |     |     |     | 124    |
| 11   | Julien Falchero | 8   | 5   | 4   | 5   |     |     |      |     |     |     |     |     |     |     |     |     |     |     | 66     |
| 12   | Jarett Andretti |     |     |     |     |     |     | 6    |     |     |     |     |     |     |     |     |     |     |     | 23     |
| 13   | Chris Windom    |     |     |     |     |     |     | 10   |     |     |     |     |     |     |     |     |     |     |     | 17     |
| Pos. | Piloto          | STP | STP | AUS | AUS | IMS | IMS | INDY | ROA | ROA | TOR | TOR | MOH | MOH | GMP | POR | POR | LAG | LAG | Pontos |

| Pos. | Piloto          | STP | STP | AUS | AUS | IMS | IMS | INDY | ROA | ROA | TOR | TOR | MOH | MOH | GMP | POR | POR | LAG | LAG | Pontos |
| ---- | --------------- | --- | --- | --- | --- | --- | --- | ---- | --- | --- | --- | --- | --- | --- | --- | --- | --- | --- | --- | ------ |
| 1    | Oliver Askew    | 3   | 10  | 1*  | 1*  | 2   | 3   | 1    | 5   | 3   | 2   | 1   | 1*  | 1*  | 1   | 2   | 3   | 4   | 2   | 486    |
| 2    | Rinus VeeKay    | 5   | 1*  | 2   | 4   | 3   | 1*  | 3    | 7   | 1*  | 3   | 9   | 3   | 3   | 2*  | 1*  | 2   | 1*  | 1*  | 465    |
| 3    | Toby Sowery     | 2   | 3   | 5   | 6   | 7   | 5   | 4    | 4   | 8   | 5   | 2   | 9   | 2   | 8   | 4   | 1*  | 2   | 3   | 367    |
| 4    | Ryan Norman     | 7   | 6   | 6   | 8   | 4   | 8   | 2*   | 1*  | 2   | 4   | 4   | 2   | 4   | 4   | 7   | 4   | 7   | 5   | 359    |
| 5    | Robert Megennis | 6   | 9   | 3   | 2   | 1*  | 4   | 8    | 2   | 6   | 6   | 5   | 4   | 9   | 5   | 3   | 5   | 3   | 4   | 355    |
| 6    | David Malukas   | 4   | 4   | 10  | 3   | 6   | 6   | 11   | 6   | 4   | 9   | 8   | 5   | 5   | 3   | 6   | 8   | 5   | 7   | 301    |
| 7    | Dalton Kellett  | 10  | 8   | 9   | 9   | 8   | 7   | 5    | 8   | 7   | 8   | 3   | 7   | 8   | 6   | 5   | 6   | 6   | 6   | 275    |
| 8    | Lucas Kohl      | 9   | 7   | 8   | 7   | 9   | 9   | 7    | 9   | 9   | 7   | 7   | 6   | 7   | 7   | 8   | 7   | 8   | 8   | 253    |
| 9    | Aaron Telitz    |     |     |     |     |     |     | 9    | 3   | 5   | 1*  | 6*  | 8   | 6   |     |     |     |     |     | 133    |
| 10   | Zachary Claman  | 1*  | 2   | 7   | 10  | 5   | 2   |      |     |     |     |     |     |     |     |     |     |     |     | 124    |
| 11   | Julien Falchero | 8   | 5   | 4   | 5   |     |     |      |     |     |     |     |     |     |     |     |     |     |     | 66     |
| 12   | Jarett Andretti |     |     |     |     |     |     | 6    |     |     |     |     |     |     |     |     |     |     |     | 23     |
| 13   | Chris Windom    |     |     |     |     |     |     | 10   |     |     |     |     |     |     |     |     |     |     |     | 17     |
| Pos. | Piloto          | STP | STP | AUS | AUS | IMS | IMS | INDY | ROA | ROA | TOR | TOR | MOH | MOH | GMP | POR | POR | LAG | LAG | Pontos |

| Cor         | Resultado                       |
| ----------- | ------------------------------- |
| Ouro        | Vencedor                        |
| Prata       | 2º lugar                        |
| Bronze      | 3º lugar                        |
| Verde       | Entre 4º e 5º lugar             |
| Azul-claro  | Entre 6º e 10º lugar            |
| Azul-escuro | Fora do Top-10                  |
| Roxo        | Não completou a corrida         |
| Vermelho    | Não-classificado (DNQ)          |
| Marrom      | Desistiu (Wth)                  |
| Preto       | Desclassificado (DSQ)           |
| Branco      | Não largou (DNS)                |
|             | Não participou da corrida (DNP) |
|             |                                 |

| In-line notation |                                                |
| Negrito          | Pole position (1 ponto)                        |
| Itálico          | Volta mais rápida (1 ponto)                    |
| *                | Liderou o maior número de voltas (1 ponto)     |
| 1                | Treino cancelado Pontuação extra não atribuída |
| Rookie           |                                                |